# Стивен Резник
Стивен Алвин Резник (енгл. Stephen Alvin Resnick; 24. октобар 1938 — 2. јануар 2013) био је амерички хетеродоксни економиста. Познат је по свом раду (који је већином направио са Ричардом Д. Волфом) на тему марксистичке економије, економске методологије и класне анализе. Његов рад, као и рад Волфа, повезује се са постмарксистичком и посталтисеровском перспективом политичке економије.

## Биографија
Резник је дипломирао економију на Универзитету Пенсилваније 1960. године. Докторирао је 1964. на МИТ-у. Његова дисертација била је економетријска анализа европског заједничког тржишта. Његов рани рад (за вријеме боравка на Јејлу између 1965. и 1971) био је са Стивеном Хајмером и односи се на питања економског развоја и међународне политичке економије.
Након краћег периода рада на Градском колеџу у Њујорку (1971—1973), Резник је почео да предаје на економском одсјеку Универзитета Масачусетса Амхерст 1973. У овом периоду је почео да сарађује са Ричардом Д. Волфом, а од тада све до Резникове смрти заједно су објавили бројне чланке и књиге, формулишући недетерминистички, класни аналитички приступ. Теме су обухватале марксистичку теорију и анализу вредности, предетерминацију, радикалну економију, међународну трговину, пословне циклусе, друштвене формације, Совјетски Савез и упоређивање и супротстављање марксистичке и немарксистичке економске теорије.
Резников рад са Волфом као полазну тачку имао је Алтисеров и Балибаров Lire le Capital (Читање Капитала), а у њиховом утицајном раду Knowledge and Class (Знање и класа) развијен је врло суптилан коментар свезака II и III Марксовог Капитала. У Резниковом раду, марксистичка класна анализа укључује детаљно проучавање услова постојања конкретних облика рада, присвајања и расподјеле вишка радне снаге. Иако може постојати бесконачан број облика присвајања вишка вредности, марксистички канон се односи на древне (независне), робовласничке, феудалне, капиталистичке и комунистичке процесе.
Резник је 1989. године удружио напоре са групом колега, бивших и тадашњих студената, како би покренуо Rethinking Marxism (Преиспитивање марксизма), академски часопис који има за циљ да створи платформу за преиспитивање и развој марксистичких концепата и теорија унутар економије, као и других области друштвених истраживања. Члан редакције часописа остао је до 1994. године, а након тога је наставио функцију члана саветодавног одбора часописа.
Резник је наставио да предаје дипломске семинаре и додипломске курсеве и директно дисертацијско истраживање из економије на Универзитету Масачусетса Амхерст до 2013. Добио је више наставних награда и предавао часове економске теорије, економског развоја и економске историје. Резник је као своја примарна истраживачка интересовања навео арксистичку теорију и економску историју и развој.
Резник је умро 2. јануара 2013. од посљедица леукемије.

## Видео-материјал
- Course on Marxian Economics (Курс марксистичке економије)
- Course on Socialist Economics (Курс социјалистичке економије)
- Past Present and Future of the Economics Department (Прошлост, садашњост и будућност Одсјека за економију) — округли сто са Резником, Кацнером и Боулсом
- Memorial for Stephen Resnick (Меморијал за Стивена Резника) — запажања Волфа
- The POLITICS of OUR 40-YEAR COLLABORATION (Политика наше 40-годишње сарадње)